# Orthopsyche fimbriata
Orthopsyche fimbriata là một loài Trichoptera trong họ Hydropsychidae. Chúng phân bố ở miền Australasia.